# Intelsat 15
Intelsat 15 est un satellite de télécommunications de l'opérateur de satellites Intelsat construit par Orbital Sciences Corporation et lancé le 30 novembre 2009 par une fusée Zenit depuis la base spatiale de Baïkonour. Il est placé en orbite géostationnaire au niveau de la longitude 85° où il assure la couverture des régions situées en bordure de l'Océan Indien et de la Russie. Il assure la diffusion de vidéos et des services de transmission de données. Il remplace le satellite Intelsat 709 (en) qui a occupé cet emplacement durant 7 ans.

## Caractéristiques
Intelsat 15 est un satellite de 2 550 kg stabilisé 3 axes. La plateforme GEOStar-2 (en) d'Orbital comprend deux ensembles de panneaux solaires qui fournissent 4,6 kilowatts. Le satellite dispose par ailleurs de deux antennes déployables à double grille de 2,3 mètres de diamètre et d'une antenne double grille solidaire de la plateforme de 1,4 mètre de diamètre. Sa durée de vie est estimée à 15 années .

### Charge utile
La charge utile du satellite est composée de 22 répétiteurs en bande Ku (+ 8 tubes de rechange) avec les caractéristiques suivantes :
- Puissance isotrope rayonnée équivalente : > 42.0 dBW pour le Moyen-Orient > 46.5 dBW pour la Russie
- Bande passante : 9 × 72 MHz et 2 × 112 MHz pour le Moyen-Orient et 6 × 36 MHz pour le Moyen-Orient ou la Russie.